# Pervoe svidanie
Pervoe svidanie (Первое свидание) è un film del 1960 diretto da Iskra Leonidovna Babič.